# Megaluropus namaquaeensis
Megaluropus namaquaeensis is een vlokreeftensoort uit de familie van de Megaluropidae. De wetenschappelijke naam van de soort is voor het eerst geldig gepubliceerd in 1953 door Schellenberg.